# Ngawa (Großgemeinde)

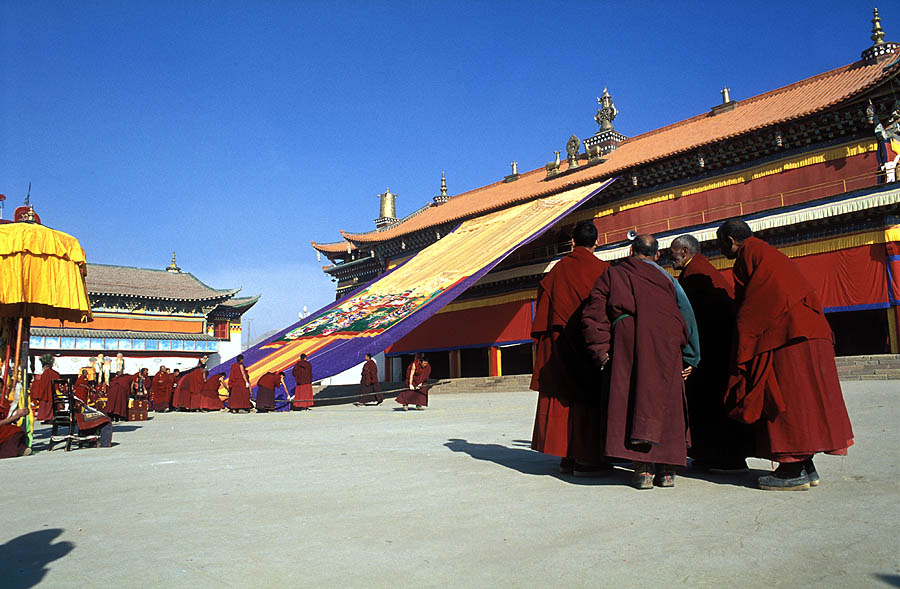
Gerdeng, das größte tibetische Kloster im Autonomen Bezirk Ngawa

Ngawa (chinesisch 阿坝镇, Pinyin Ābà Zhèn; tibetisch Ngawa, Wylie: rnga ba) ist eine Großgemeinde in der chinesischen Provinz Sichuan. Sie liegt im Kreis Ngawa, der zum Autonomen Bezirk Ngawa im Nordwesten Sichuans an der Grenze zu Qinghai gehört, in 3200 m Höhe und hat 14.282 Einwohner (Stand: Zensus 2010) auf einer Fläche von 15,66 Quadratkilometern.

## Kultur
Die Großgemeinde ist das religiöse Zentrum der Tibeter des Autonomen Bezirks. Im Ort und seinem Umland befinden sich 37 buddhistische Klöster, das größte davon ist das Gelugpa-Kloster Gerdeng (Kirti) in Aba mit 2000 Mönchen. In Aba gibt es ferner ein Kloster der Bön-Religion mit 800 Mönchen (Nangshuk) und eines der Jonangpa-Sekte (Setenling Gonpa). Jährlich finden folgende Feste statt:
- Großes Gebetsfest (Monlam):    Januar/Februar
- Pferderennen Festival:          Mitte Juni
- Six-Four Festival:              Juli/August
- Zachong Festival:               15-17 September

## Wirtschaft und Verkehr
Ngawa ist Verkehrsknotenpunkt des Autonomen Bezirks und Zentrum des Handels. Von hier gehen täglich Fernbusse von und nach Chengdu und in die anderen Kreisstädte des Bezirks.

## Geschichte
In Kaiserreich und Republik war Ngawa Teil des 16. Verwaltungsbezirks von Sichuan. Während des chinesischen Bürgerkrieges vereinigten sich im Juni 1935 unweit von Ngawa die Einheiten der 1. und 4. Roten Frontarmee auf dem Langen Marsch der chinesischen Kommunisten. Nach dem Bürgerkrieg wurde Ngawa Teil des 1952 gegründeten Autonomen Bezirks Ngawa der Tibeter und Qiang.
Bei den Unruhen in Tibet 2008 demonstrierten am 16. März Tausende von Einwohnern, darunter zahlreiche Mönche. Chinesische Sicherheitskräfte sollen daraufhin laut Angaben von Exiltibetern Tränengas eingesetzt und ein Kloster umstellt haben. Mindestens acht Menschen seien dabei erschossen worden. Einheimische sprechen von 20 Toten. Die amtliche Nachrichtenagentur Xinhua dagegen meldete am 20. März lediglich vier Demonstranten, die von den Polizisten bei einem Einsatz „zur Selbstverteidigung“ durch Schüsse verletzt worden seien.